# Mauricio Pineda
Mauricio Héctor Pineda (Buenos Aires, 13 luglio 1975) è un ex calciatore argentino, di ruolo difensore.

## Biografia
Il 13 marzo 2006, dopo essersi ritirato dal calcio, Mauricio Pineda è stato condannato a otto mesi di carcere in Italia per una causa di falsificazione dei documenti per ottenere la cittadinanza, ritornando libero il 13 febbraio 2007.

## Carriera

### Club
Ha passato la maggior parte della sua carriera in Italia, tra Udinese, Napoli e Cagliari, oltre che in Argentina, nell'Huracán e nel Boca Juniors, e infine in Spagna, al Mallorca dove nel 1998 ha vinto la Supercoppa di Spagna contro il Barcellona. Nel 2003 il difensore è tornato in Argentina per giocare per il Lanús ma a causa delle sue cattive condizioni fisiche ha giocato solo 5 partite prima di essere lasciato libero. Nella seconda metà della stagione ha fatto parte della rosa del Colón ma non ha giocato nessuna partita.

### Nazionale
Con la nazionale argentina ha disputato 10 partite tra il 1996 e il 1998. Ha partecipato alle Olimpiadi di Atlanta 1996 (medaglia d'argento), alla Copa América 1997 e al Mondiale di Francia 1998. In questo torneo Pineda, che allora militava nell'Udinese, ha giocato 3 partite e il 26 giugno ha segnato il suo unico gol con l'Albiceleste a Bordeaux, decidendo l'ultimo match del Girone H contro la Croazia.

## Statistiche

### Cronologia presenze e reti in nazionale
| Cronologia completa delle presenze e delle reti in nazionale ― Argentina | Cronologia completa delle presenze e delle reti in nazionale ― Argentina | Cronologia completa delle presenze e delle reti in nazionale ― Argentina | Cronologia completa delle presenze e delle reti in nazionale ― Argentina | Cronologia completa delle presenze e delle reti in nazionale ― Argentina | Cronologia completa delle presenze e delle reti in nazionale ― Argentina | Cronologia completa delle presenze e delle reti in nazionale ― Argentina | Cronologia completa delle presenze e delle reti in nazionale ― Argentina |
| Data                                                                     | Città                                                                    | In casa                                                                  | Risultato                                                                | Ospiti                                                                   | Competizione                                                             | Reti                                                                     | Note                                                                     |
| ------------------------------------------------------------------------ | ------------------------------------------------------------------------ | ------------------------------------------------------------------------ | ------------------------------------------------------------------------ | ------------------------------------------------------------------------ | ------------------------------------------------------------------------ | ------------------------------------------------------------------------ | ------------------------------------------------------------------------ |
| 20-6-1996                                                                | Tucumán                                                                  | Argentina                                                                | 2 – 0                                                                    | Polonia                                                                  | Amichevole                                                               | -                                                                        | 81’                                                                      |
| 21-6-1997                                                                | Sucre                                                                    | Argentina                                                                | 1 – 2                                                                    | Perù                                                                     | Coppa America 1997 - Quarti di finale                                    | -                                                                        |                                                                          |
| 10-3-1998                                                                | Buenos Aires                                                             | Argentina                                                                | 2 – 0                                                                    | Bulgaria                                                                 | Amichevole                                                               | -                                                                        |                                                                          |
| 15-4-1998                                                                | Gerusalemme                                                              | Israele                                                                  | 2 – 1                                                                    | Argentina                                                                | Amichevole                                                               | -                                                                        |                                                                          |
| 22-4-1998                                                                | Dublino                                                                  | Irlanda                                                                  | 0 – 2                                                                    | Argentina                                                                | Amichevole                                                               | -                                                                        | 46’                                                                      |
| 29-4-1998                                                                | Rio de Janeiro                                                           | Brasile                                                                  | 0 – 1                                                                    | Argentina                                                                | Amichevole                                                               | -                                                                        | 88’                                                                      |
| 19-5-1998                                                                | Mendoza                                                                  | Argentina                                                                | 1 – 0                                                                    | Cile                                                                     | Amichevole                                                               | -                                                                        | 76’                                                                      |
| 21-6-1998                                                                | Parigi                                                                   | Argentina                                                                | 5 – 0                                                                    | Giamaica                                                                 | Mondiali 1998 - 1º turno                                                 | -                                                                        | 80’                                                                      |
| 26-6-1998                                                                | Bordeaux                                                                 | Argentina                                                                | 1 – 0                                                                    | Croazia                                                                  | Mondiali 1998 - 1º turno                                                 | 1                                                                        |                                                                          |
| 4-7-1998                                                                 | Marsiglia                                                                | Paesi Bassi                                                              | 2 – 1                                                                    | Argentina                                                                | Mondiali 1998 - Quarti di finale                                         | -                                                                        | 67’                                                                      |
| Totale                                                                   |                                                                          | Presenze                                                                 | 10                                                                       |                                                                          | Reti                                                                     | 1                                                                        |                                                                          |

| Cronologia completa delle presenze e delle reti in nazionale ― Argentina Olimpica | Cronologia completa delle presenze e delle reti in nazionale ― Argentina Olimpica | Cronologia completa delle presenze e delle reti in nazionale ― Argentina Olimpica | Cronologia completa delle presenze e delle reti in nazionale ― Argentina Olimpica | Cronologia completa delle presenze e delle reti in nazionale ― Argentina Olimpica | Cronologia completa delle presenze e delle reti in nazionale ― Argentina Olimpica | Cronologia completa delle presenze e delle reti in nazionale ― Argentina Olimpica | Cronologia completa delle presenze e delle reti in nazionale ― Argentina Olimpica |
| Data                                                                              | Città                                                                             | In casa                                                                           | Risultato                                                                         | Ospiti                                                                            | Competizione                                                                      | Reti                                                                              | Note                                                                              |
| --------------------------------------------------------------------------------- | --------------------------------------------------------------------------------- | --------------------------------------------------------------------------------- | --------------------------------------------------------------------------------- | --------------------------------------------------------------------------------- | --------------------------------------------------------------------------------- | --------------------------------------------------------------------------------- | --------------------------------------------------------------------------------- |
| 26-2-1996                                                                         | Mar del Plata                                                                     | Argentina olimpica                                                                | 4 – 0                                                                             | Colombia olimpica                                                                 | Pre-Olimpico 1996 - 1º turno                                                      | -                                                                                 |                                                                                   |
| 27-7-1996                                                                         | Birmingham                                                                        | Argentina olimpica                                                                | 4 – 0                                                                             | Spagna olimpica                                                                   | Olimpiadi 1996 - Quarti di finale                                                 | -                                                                                 |                                                                                   |
| Totale                                                                            |                                                                                   | Presenze                                                                          | 2                                                                                 |                                                                                   | Reti                                                                              | 0                                                                                 |                                                                                   |

## Palmarès

### Club

#### Competizioni nazionali
- Supercoppa di Spagna: 1

Maiorca: 1998

#### Competizioni internazionali
- Coppa Intertoto UEFA: 1

Udinese: 2000

### Nazionale
- Argento olimpico: 1

Atlanta 1996